# لمنة
اللمنة أو عَدَس الماء (الاسم العلمي:Lemna) هي جنس من النباتات يتبع الفصيلة اللوفية من رتبة المزماريات. كانت في السابق تتبع الفصيلة اللمنية التي تم إلغائها.

## أنواع اللمنة
- لمنة اعتدالية (الاسم العلمي:Lemna aequinoctialis)
- لمنة ثنائية البذور (الاسم العلمي:Lemna disperma)
- لمنة محدبة (الاسم العلمي:Lemna gibba)
- لمنة يابانية (الاسم العلمي:Lemna japonica)
- لمنة صغرى (الاسم العلمي:Lemna minor)
- لمنة صغروية (الاسم العلمي:Lemna minuta)
- لمنة داكنة (الاسم العلمي:Lemna obscura)
- لمنة قزمية (الاسم العلمي:Lemna perpusilla)
- لمنة مرهفة (الاسم العلمي:Lemna tenera)
- لمنة ثلاثية الأخاديد (الاسم العلمي:Lemna trisulca)
- لمنة برعمية (الاسم العلمي:Lemna turionifera)
- لمنة فالديزية (الاسم العلمي:Lemna valdesiana)
- لمنة فالديفيانية (الاسم العلمي:Lemna valdiviana)
- لمنة يونغاسية (الاسم العلمي:Lemna yungensis)
- لمنة متناصفة (الاسم العلمي:Lemna dimidiata)
- لمنة قلبية مقلوبة (الاسم العلمي:Lemna obcordata)
- لمنة سبخية (الاسم العلمي:Lemna palustris)

## معرض صور

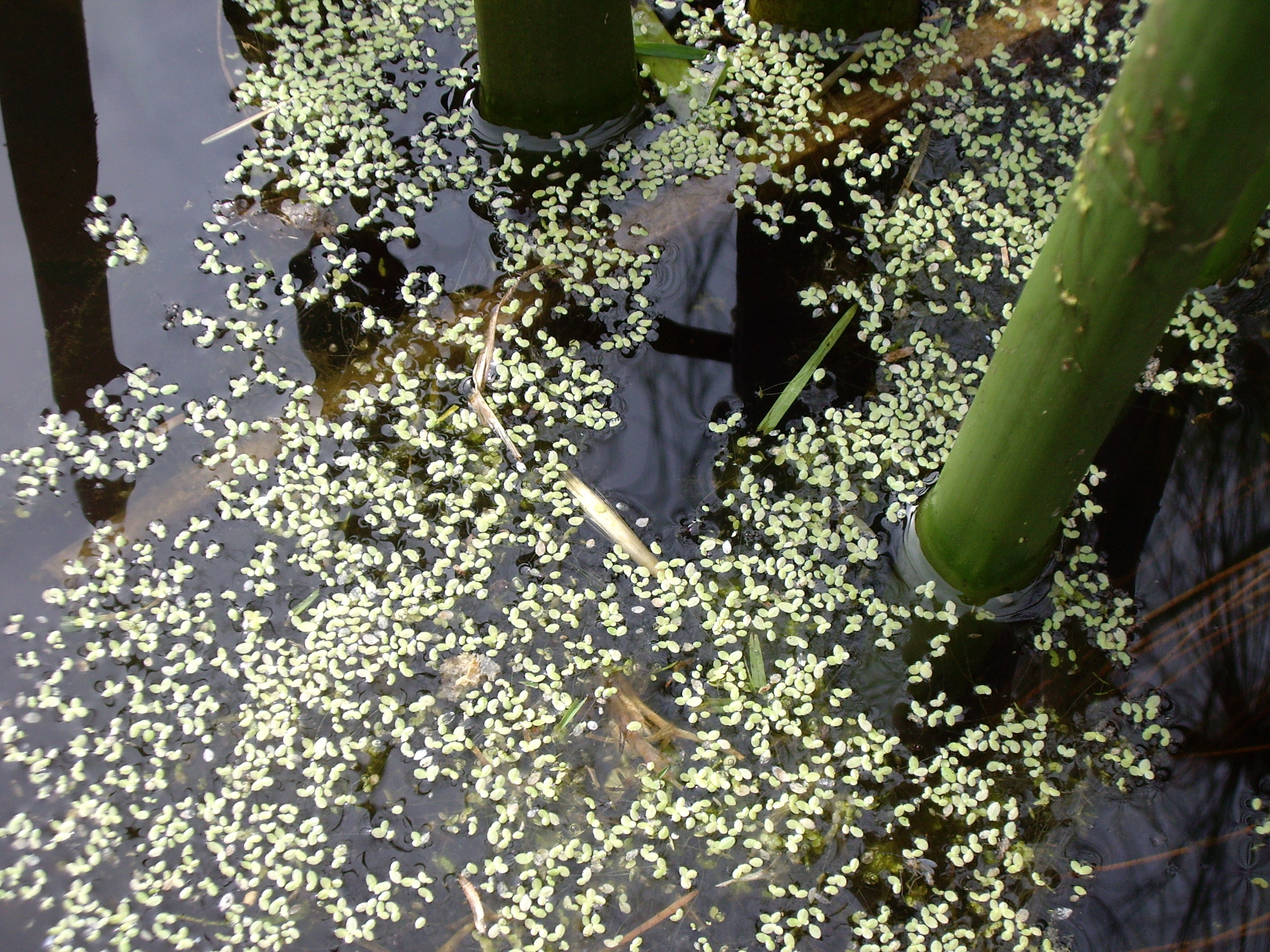
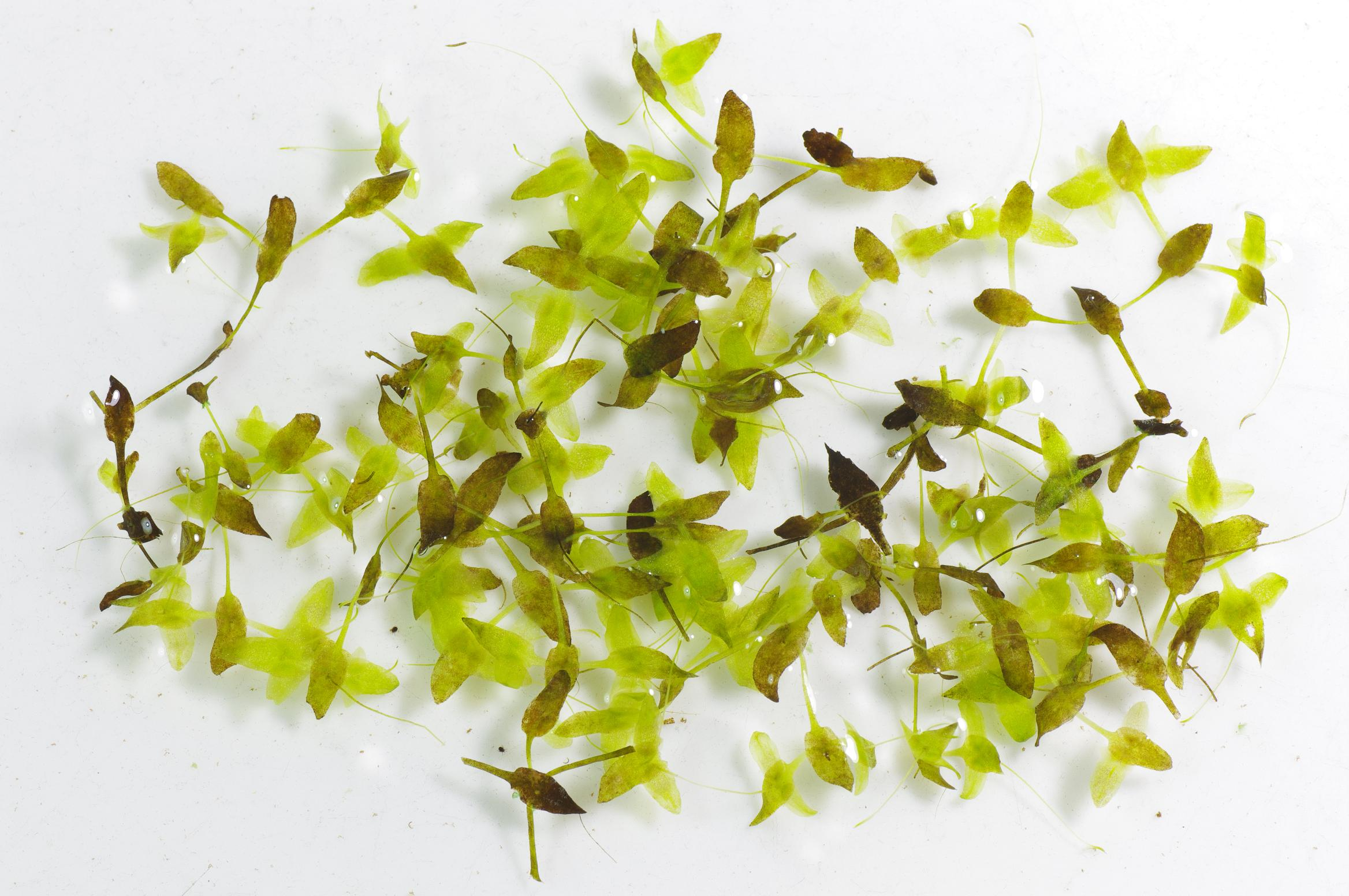
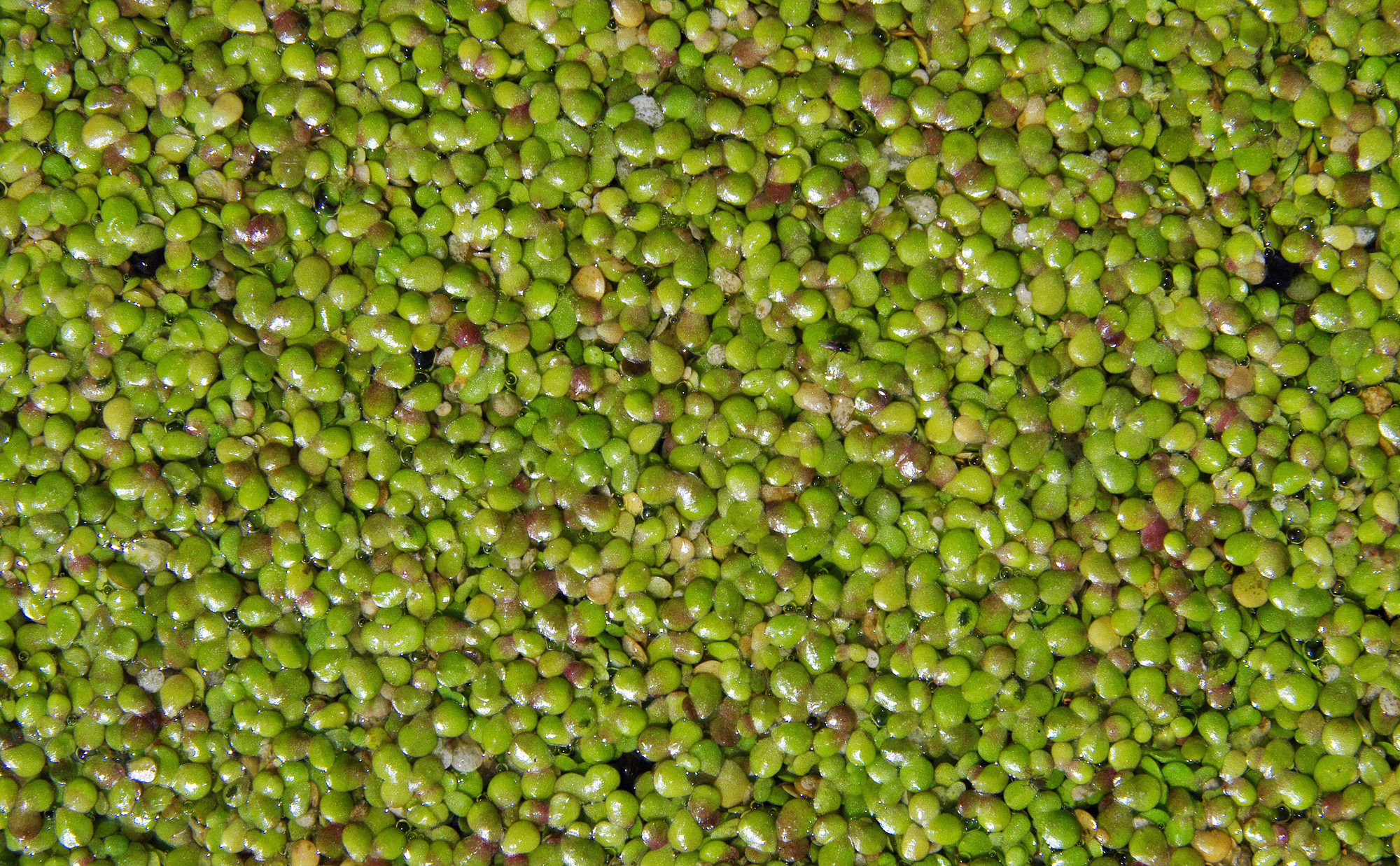